# Rhipidomys macconnelli
Rhipidomys macconnelli é uma espécie de roedor da família Cricetidae. Pode ser encontrada no Brasil, Venezuela e Guiana.